# 翁田あかり
翁田 あかり（おうた あかり、1994年1月26日 - ）は、日本の陸上競技選手。長距離走。天満屋所属。読売ジャイアンツに所属するプロ野球選手の大勢は実弟。
2012年に天満屋に入社。2018年3月に退社し、競技から退いたが、2022年に再入社し、現役に復帰した。

## 主な記録
| 年     | 大会                       | 種目      | 順位    | 備考       |
| ------ | -------------------------- | --------- | ------- | ---------- |
| 2012年 | 全日本実業団陸上選手権     | Jr3000m   | 5位     |            |
|        | 全日本実業団陸上選手権     | 1500m     | 9位     |            |
| 2013年 | 都道府県対抗女子駅伝       | 2区       | 区間賞  | 岡山県10位 |
|        | 全日本実業団陸上選手権     | Jr3000m   | 優勝    |            |
|        | 全日本実業団女子駅伝       | 1区       | 区間3位 | 天満屋3位  |
| 2014年 | 都道府県対抗女子駅伝       | 2区       | 区間2位 | 岡山県3位  |
|        | 全日本実業団ハーフマラソン | 10km      | 6位     |            |
|        | 第98回日本陸上選手権       | 5000m     | 9位     |            |
|        | 実業団女子駅伝西日本大会   | 1区       | 区間2位 | 天満屋4位  |
|        | 国民体育大会               | 成年5000m | 5位     |            |